# Mosquitos
Mosquitos è il secondo album in studio del cantautore e polistrumentista statunitense Stan Ridgway, pubblicato nel 1989.

## Tracce
1. Heat Takes a Walk – 2:43
2. Lonely Town – 4:09
3. Goin' Southbound – 4:42
4. Dogs – 4:05
5. Can't Complain – 3:49
6. Peg and Pete and Me – 4:41
7. Newspapers – 2:41
8. Calling Out to Carol – 4:04
9. The Last Honest Man – 4:01
10. A Mission in Life – 5:53